# Epthianura aurifrons
Epthianura aurifrons е вид птица от семейство Meliphagidae.

## Разпространение
Видът е разпространен в Австралия.